# All That I Got Is You
"All That I Got Is You" é o single de estreia do rapper americano Ghostface Killah, membro do Wu-Tang Clan, lançado como o single principal de seu álbum solo de estreia Ironman. A canção tem participação da cantora de R&B Mary J. Blige e de Popa Wu. Contém samples da canção "Maybe Tomorrow" de The Jackson 5, bem como clipes de áudio do filme The Education of Sonny Carson.
Ghostface escreveu a canção em uma homenagem a sua mãe, com letras que descrevem a dura vida que os dois viveram juntos durante sua infância. About.com classificou a canção em #87 lugar em sua lista das 100 Melhores Canções de Rap. Ghostface adicionou a canção no seu álbum de grandes sucessos Shaolin's Finest e no álbum de compilação The RZA Hits.

## Desempenho nas paradas musicais
| Paradas (1996)                                     | Melhor posição |
| -------------------------------------------------- | -------------- |
| Estados Unidos (Billboard Hot R&B/Hip-Hop Airplay) | 51             |
| Reino Unido (UK Singles Chart)                     | 14             |